# Лукас, Джон (сценарист)
Джон Лукас (англ. Jon Lucas) — американский сценарист. Выпускник Йельского университета, а также воспитанник школы Пингри. Он написал несколько сценариев для фильмов, среди которых «Мальчишник в Вегасе» и «Призраки бывших подружек».

## Биография
Выпускник Йельского университета, а также выпускником школы Пингри. Начал работать в качестве помощника сценариста Дэниела Петри-младшего в 90-х годах вместе со Скоттом Муром, который стал его давним партнером по написанию.
Первый сценарий, который Лукас и Мур когда-либо писали вместе, был «Липучка», хотя фильм не был снят до 2011 года. Кроме того, они оба работали над сценариями фильмов «Незваные гости», «27 свадеб», «Цыплёнок Цыпа», «Если свекровь — монстр» и «Мистер Вудкок».
В 2005 и 2007 годах они были наняты для написания сценариев для семейных комедий «Отскок» и «Правда и ничего кроме». Они также участвовали в создании сценария для праздничной комедии «Четыре Рождества» в 2008 году. В следующем году они написали успешную романтическую комедию «Призраки бывших подружек». Однако их прорывной успех пришел вместе с фильмом «Мальчишник в Вегасе», которое стало самой кассовой R-рейтинговой комедией в Соединенных Штатах в то время. Фильм породил два сиквела, но не включал участие Лукаса и Мура. Из-за успеха похмелья, дуэт написал еще одну комедию с рейтингом R: фильм 2011 года, «Хочу как ты».
В 2013 году Лукас и Мур сделали свои сорежиссерские дебюты с комедийным фильмом, «21 и больше». В октябре 2012 года они продали ABC пилот для нового комедийного шоу под названием «Правила смешивания». В мае 2013 года и премьера состоялась на ABC 26 февраля 2014 года, но была отменена только после одного сезона.